# Giuseppe Mongeri
Giuseppe Mongeri (Milano, 17 aprile 1812 – Milano, 17 gennaio 1888) è stato uno storico dell'arte, scrittore e critico d'arte italiano.

## Biografia
Nato a Milano, vi frequenta l'Accademia di Brera, dove conosce Induno e  Cornienti e si dedica agli studi di critica e di storia dell'arte.
Amico del patriota Cesare Correnti, con lui forma un gruppo clandestino di intellettuali di ispirazione nazionalista. Nel 1854 ottiene l'incarico alla cattedra di Estetica a Brera, dove più tardi succede ad Hayez alla presidenza dell'Accademia stessa.
Tra il 1847 e il 1887 scrive numerosissimi saggi e articoli (ed è collaboratore attivo della Rivista Europea, del Crepuscolo e della Perseveranza): lo studio dei monumenti milanesi e lombardi e l'indagine intorno all'antica pittura italiana costituirono le tematiche principali delle sue ricerche. Dal 1874 è socio della Società storica lombarda.
Interviene anche su varie iniziative architettoniche della Milano dell'epoca, quali la vecchia Stazione Centrale, la sistemazione di Piazza Duomo e della Galleria, il Cimitero Monumentale.

## Pubblicazioni
Oltre alle pubblicazioni reperibili sul sito web Archiviato il 1º agosto 2015 in Internet Archive. della biblioteca digitale di Milano, sono da citare, in particolare:
- Giuseppe Mongeri, L'arte in Milano. Note per servire di guida, Soc. Coop. Tipografi, Milano, 1872. URL consultato il 5 novembre 2015 (archiviato dall'url originale il 4 marzo 2016).
- Giuseppe Mongeri, Il Libro dell'arte, diviso in cinque periodi storici : l'antichità ; il medioevo ; il rinascimento in Italia ; il rinascimento oltr' Alpi ; l'età contemporanea. Duecentocinquanta tavole portanti oltre duemila disegni ordinati e spiegati da Giuseppe Mongeri,..., U. Hoepli, 1884.
- Le rovine di Roma al principio del secolo XVI, Studi del Bramantino da un manoscritto di 80 Tavole fotocromolitografate da A. Della Croce con prefazione e note di G. Mongeri..., U. Hoepli, 1875.